# میکلوش سالائی
میکلوش سالائی (مجاری: Miklós Szalay؛ زادهٔ ۱۹۴۶) بازیکن فوتبال اهل مجارستان بود.
وی به‌همراه تیم ملی فوتبال مجارستان در بازی‌های المپیک تابستانی ۱۹۶۸ به مقام قهرمانی دست پیدا کرده‌است.